# Šentjur

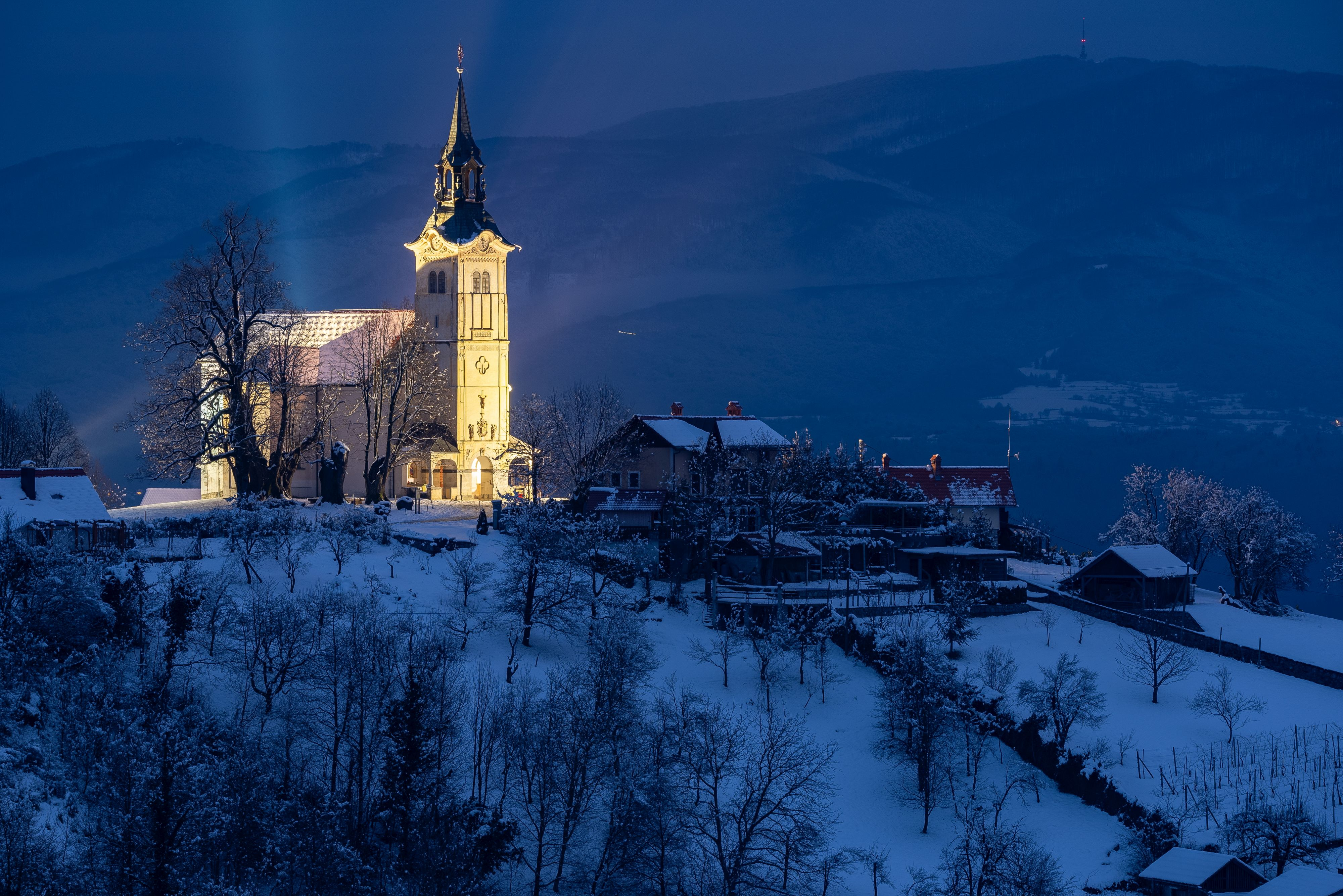
Église de la nativité de la vierge à Trška Gora, Šentjur. Janvier 2019.

Šentjur ou Šentjur pri Celju est une commune de Slovénie située dans la région de la Basse-Styrie non loin de la ville de Celje. 

## Étymologie
Šentjur pri Celju pourrait se traduire par « Saint George près de Celje » en référence à la ville de Celje et au tueur de dragon légendaire Saint George. L'épisode de Saint George terrassant le dragon apparaît sur le blason de la commune.

## Géographie

### Villages
La commune se compose des localités de Bezovje pri Šentjurju, Bobovo pri Ponikvi, Boletina, Botričnica, Brdo, Brezje ob Slomu, Bukovje pri Slivnici, Cerovec,  Črnolica, Dobje pri Lesičnem, Dobovec pri Ponikvi, Dobrina, Dole, Dolga Gora, Doropolje, Dramlje, Drobinsko, Golobinjek pri Planini, Gorica pri Slivnici, Goričica, Grobelno, Grušce, Hotunje, Hrastje, Hruševec, Hrušovje, Jakob pri Šentjurju, Jarmovec, Javorje, Jazbin Vrh, Jazbine, Jelce, Kalobje, Kameno, Kostrivnica, Košnica, Krajnčica, Krivica, Laze pri Dramljah, Loka pri Žusmu, Lokarje, Loke pri Planini, Lopaca, Lutrje, Marija Dobje, Okrog, Osredek, Ostrožno pri Ponikvi, Paridol, Planina pri Sevnici, Planinca, Planinska vas, Planinski Vrh, Pletovarje, Podgaj, Podgrad, Podlešje, Podlog pod Bohorjem, Podpeč nad Marofom, Podpeč pri Šentvidu, Podvine, Ponikva, Ponkvica, Prapretno, Primož pri Šentjurju, Proseniško, Rakitovec, Razbor, Repno, Rifnik, Sele, Slatina pri Ponikvi, Slivnica pri Celju, Sotensko pod Kalobjem, Spodnje Slemene, Srževica, Stopče, Straška Gorca, Straža na Gori, Svetelka, Šedina, Šentjur, Šentvid pri Planini, Šibenik, Tajhte, Tratna ob Voglajni, Tratna pri Grobelnem, Trno, Trnovec pri Dramljah, Trška Gorca, Turno, Uniše, Vejice, Vezovje, Visoče, Vodice pri Kalobju, Vodice pri Slivnici, Vodruž, Voduce, Vodule, Voglajna, Vrbno, Zagaj pri Ponikvi, Zalog pod Uršulo, Zgornje Selce, Zgornje Slemene, Zlateče pri Šentjurju et Žegar.

## Démographie
Entre 1999 et 2021, la population de la commune a légèrement augmenté avec une population proche de 19 000 habitants,.
Évolution démographique
| 1999   | 2000   | 2001   | 2002   | 2003   | 2004   | 2005   | 2006   | 2007   |
| ------ | ------ | ------ | ------ | ------ | ------ | ------ | ------ | ------ |
| 18 397 | 18 486 | 18 530 | 18 590 | 18 492 | 18 539 | 18 580 | 18 677 | 18 838 |
| 2008   | 2009   | 2010   | 2011   | 2012   | 2013   | 2014   | 2015   | 2016   |
| 18 960 | 18 787 | 18 880 | 18 899 | 18 916 | 18 946 | 18 922 | 19 004 | 18 990 |
| 2017   | 2018   | 2019   | 2020   | 2021   |        |        |        |        |
| 19 001 | 18 971 | 19 084 | 19 225 | 19 378 |        |        |        |        |

## Patrimoine
- L'église Saint-Georges, datant du VIIIe siècle.

## Personnalités
- Anton Martin Slomšek (1800-1862), évêque